# Carol Nguyen

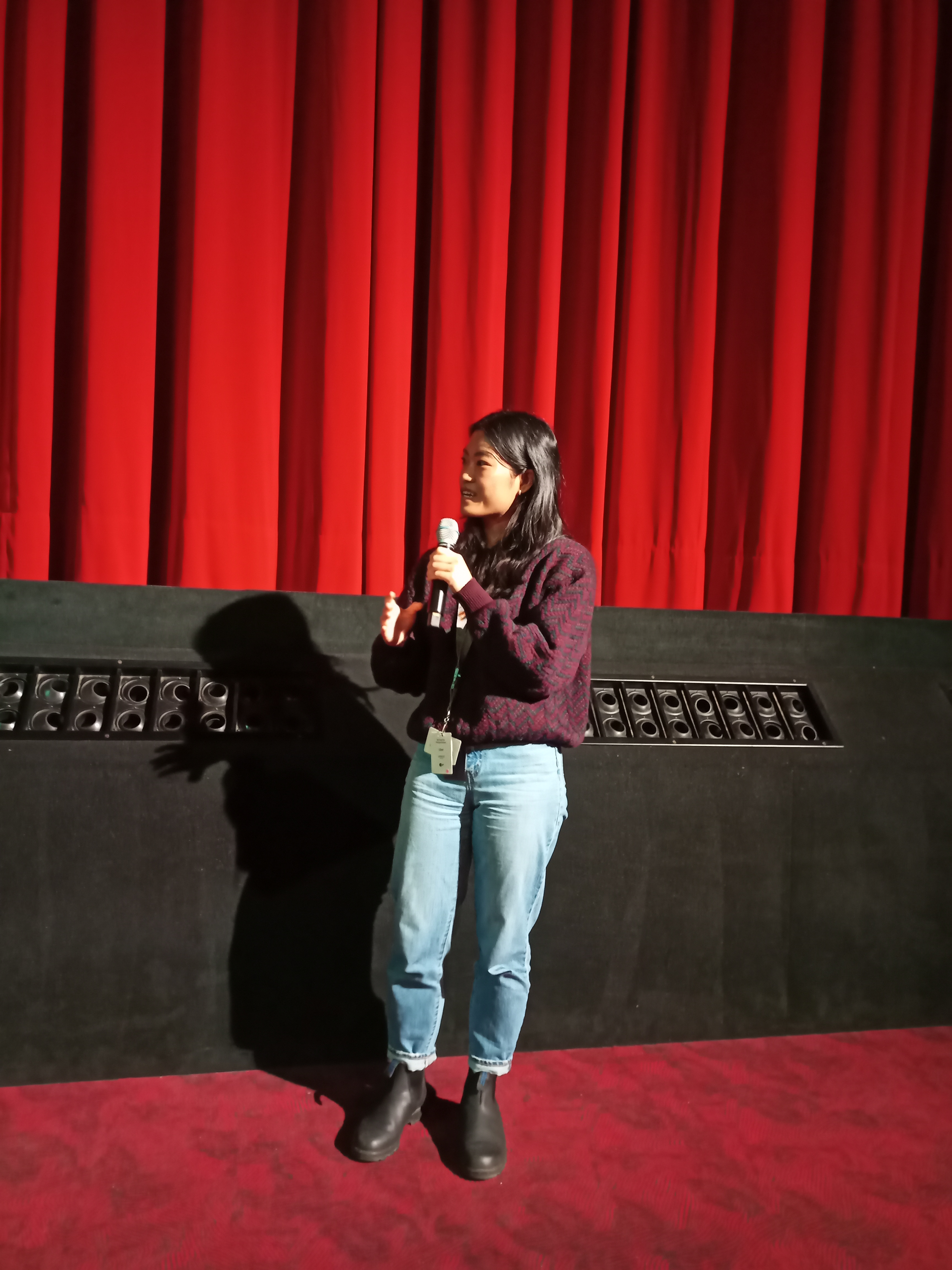
Carol Nguyen auf der Berlinale 2023

Carol Nguyen ist eine vietnamesisch-kanadische Filmemacherin.

## Leben und Werk
Carol Nguyen ist in Toronto geboren und aufgewachsen und lebt heute in Montreal.
Ihr Kurz-Dokumentarfilm No Crying at the Dinner Table wurde auf zahlreichen Festivals gezeigt, darunter dem Toronto International Film Festival, dem International Documentary Film Festival Amsterdam und dem SXSW-Filmfestival, wo er mit dem Jurypreis für den besten Kurz-Dokumentarfilm ausgezeichnet wurde. No Crying at the Dinner Table beschäftigt sich mit der Tabuisierung von Emotionen innerhalb von Familien. Nguyen führte für den Film Gespräche mit ihren Eltern und ihrer Schwester, die sie am Ende des Films zusammenführt.
Ihr Kurzfilm Nanitic handelt von einer vietnamesisch-kanadischen Familie, die gemeinsam die kranke Großmutter pflegt. Er hatte seine Premiere auf dem Toronto International Film Festival 2022, wo er mit dem Share Her Journey Award, einem Preis für Kurzfilme von Frauen, ausgezeichnet wurde. Er wurde für die 73. Berlinale für die Sektion Generation Kplus ausgewählt.

## Filmografie (Auswahl)
- 2015: This Home is not Empty
- 2016: Façade
- 2017: Every Grain of Rice
- 2018: Tundra
- 2019: No Crying at the Dinner Table
- 2022: Nanitic